# IC 4448
IC 4448 — галактика типу SBd () у сузір'ї Райський Птах.
Цей об'єкт міститься в оригінальній редакції індексного каталогу.